# Cimadolmo
Cimadolmo is een gemeente in de Italiaanse provincie Treviso (regio Veneto) en telt 3479 inwoners (31-12-2004). De oppervlakte bedraagt 17,8 km², de bevolkingsdichtheid is 195 inwoners per km².

## Demografie
Cimadolmo telt ongeveer 1262 huishoudens. Het aantal inwoners steeg in de periode 1991-2001 met 7,0% volgens cijfers uit de tienjaarlijkse volkstellingen van ISTAT.
| Jaar | Inwoneraantal |
| ---- | ------------- |
| 1991 | 3108          |
| 2001 | 3327          |

## Geografie
Cimadolmo grenst aan de volgende gemeenten: Mareno di Piave, Maserada sul Piave, Ormelle, San Polo di Piave, Santa Lucia di Piave, Spresiano, Vazzola.
Altivole · Arcade · Asolo · Borso del Grappa · Breda di Piave · Caerano di San Marco · Cappella Maggiore · Carbonera · Casale sul Sile · Casier · Castelcucco · Castelfranco Veneto · Castello di Godego · Cavaso del Tomba · Cessalto · Chiarano · Cimadolmo · Cison di Valmarino · Codognè · Colle Umberto · Conegliano · Cordignano · Cornuda · Crespano del Grappa · Crocetta del Montello · Farra di Soligo · Follina · Fontanelle · Fonte · Fregona · Gaiarine · Giavera del Montello · Godega di Sant'Urbano · Gorgo al Monticano · Istrana · Loria · Mansuè · Mareno di Piave · Maser · Maserada sul Piave · Meduna di Livenza · Miane · Mogliano Veneto · Monastier di Treviso · Monfumo · Montebelluna · Morgano · Moriago della Battaglia · Motta di Livenza · Nervesa della Battaglia · Oderzo · Ormelle · Orsago · Paderno del Grappa · Paese · Pederobba · Pieve di Soligo · Ponte di Piave · Ponzano Veneto · Portobuffolè · Possagno · Povegliano · Preganziol · Quinto di Treviso · Refrontolo · Resana · Revine Lago · Riese Pio X · Roncade · Salgareda · San Biagio di Callalta · San Fior · San Pietro di Feletto · San Polo di Piave · San Vendemiano · San Zenone degli Ezzelini · Santa Lucia di Piave · Sarmede · Segusino · Sernaglia della Battaglia · Silea · Spresiano · Susegana · Tarzo · Trevignano · Treviso · Valdobbiadene · Vazzola · Vedelago · Vidor · Villorba · Vittorio Veneto · Volpago del Montello · Zenson di Piave · Zero Branco
1. ↑  https://demo.istat.it/?l=it.